# Charles Krafft
Charles Emile Krafft (* 7. Februar 1863 in Aigle VD, Kanton Waadt; † 10. August 1921 in Corsier-sur-Vevey, Kanton Waadt) war ein Schweizer Chirurg.

## Leben
Der Sohn des Apothekers Henri Jean Krafft (1833–1908) und der Laure Elise Marie, geborene Verrey, studierte Medizin an der Akademie Lausanne sowie den Universitäten Freiburg im Breisgau, Bern und Zürich (1887). 1888 erwarb er seinen Doktortitel. Zu seinen Geschwistern gehörte der Pfarrer Antony Krafft-Bonnard (1869–1945). In der väterlichen Apotheke begann 1883 der Cousin (Heinrich Eduard) Hartmann Rordorf (1865–1954) seine Ausbildung.
Er wurde 1888/89 als Assistent von Richard von Volkmann in Halle Pionier der Blinddarmoperation in Europa. Vor 1880 waren sowohl das Krankheitsbild der Appendizitis als auch die heute selbstverständliche Indikation zur Appendektomie noch vollständig unbekannt. Die entzündlichen Affektionen im rechten Unterbauch galten als eitrige Entzündungen des Coecums.
Im September 1888 heiratete er Mariane Petronella Domela Nieuwenhuis (* 4. Juli 1867 in Amsterdam; † 24. Februar 1944 in Lausanne), die Tochter des Groninger Rechtsprofessors Jacob Domela Nieuwenhuis (und Schwester von Ferdinand Domela Nieuwenhuis). Das Paar hatte die Kinder Henri, Edouard, Agénor, Ferdinand, Irène (⚭ Albert Masnata) und Arthur.
1891 berief ihn Valérie de Gasparin zum Leiter der evangelischen Pflegerinnenschule La Source in Lausanne. Dort gründete er eine Spitalschule mit Klinik, Poliklinik sowie Krankenstation und modernisierte und professionalisierte die Krankenpflegeausbildung.
Er war Mitglied mehrerer Ärztegesellschaften und der Schweizer Kommission für Medizin. Von 1912 bis 1980 bestand die Fondation Docteur Charles Krafft.

## Schriften
- Ueber die frühzeitige operative Behandlung der durch Perforation des Wurmfortsatzes hervorgerufenen Perityphlitis stercoralis. Breitkopf u. Härtel, 1888, Dissertation
- mit A. J. Domela: La source, Krankenpflegerinnen-Institut in Lausanne: Gegründet im Jahre 1859. mpr. Réunies S.A., 1914.